# Aldrovanda
Genre
Classification phylogénétique
Aldrovanda est un genre de la famille des Droseraceae. En 1747, le botaniste G. Monti, a dédié ce nom à Ulisse Aldrovandi.

## Espèces
Seule une espèce vivante est décrite comme valide à l'heure actuelle :
- Aldrovanda vesiculosa L., une plante aquatique carnivore.

D'autres espèces éteintes ou fossiles sont connues :
- †Aldrovanda borysthenica
- †Aldrovanda clavata
- †Aldrovanda dokturovskyi
- †Aldrovanda eleanorae
- †Aldrovanda europaea
- †Aldrovanda inopinata
- †Aldrovanda intermedia
- †Aldrovanda kuprianovae
- †Aldrovanda megalopolitana
- †Aldrovanda nana
- †Aldrovanda ovata
- †Aldrovanda praevesiculosa
- †Aldrovanda rugosa
- †Aldrovanda sibirica
- †Aldrovanda sobolevii
- †Aldrovanda unica
- †Aldrovanda zussii